# Marc Faber
Marc Faber (nacido el 28 de febrero de 1946) es un economista, analista de inversiones y empresario suizo que en 1990 fundó la oficina de consultoría y gestión Marc Faber Limited. También es conocido con los apodos "Dr. Doom" y "Doctor Catástrofe".

## Biografía
Faber nació en Zúrich y estudió en Ginebra, donde compitió para el Equipo Nacional de Ski Suizo. Estudió economía en la Universidad de Zúrich, y a la edad de 24 años obtuvo el doctorado en economía cum laude.
Durante los años 70 del siglo XX, Faber trabajó para White Weld & Company Limited en Nueva York, Zúrich, y Hong Kong.
Luego se mudó a Hong Kong en 1973, y allí fue director de Drexel Burnham Lambert de Hong Kong desde 1978 hasta el colapso de la firma en 1990.
Faber ahora reside en Chiangmai (Tailandia), aunque conserva una pequeña oficina en Hong Kong. A nivel internacional es muy conocido por el boletín informativo Gloom Boom Doom, así como por su sitio digital, el cual está ilustrado con pinturas de la serie "Danza de la Muerte" ("Dance of Death"), de Kaspar Meglinger.
En junio de 2008, cuando el gobierno de Bush estudiaba lanzar un proyecto de ayuda a la economía estadounidense, Marc Faber escribió en su boletín mensual un comentario con mucho humor, pues ese es también un rasgo de su personalidad. El uso del humor en el tratamiento de asuntos serios, no tiene porqué ser descartado por inconveniente o irreverente, pues es una forma de llamar la atención, y de inducir a la propia reflexión; y esta estrategia también ha sido usada con éxito en otras épocas.
En febrero del año 2010, Faber predijo que la economía americana viviría duros momentos, y sugirió comprar oro así como propiedades rurales, pues dijo, se avecinan tiempos de mucha agitación popular, lo que conducirá a conflictos de envergadura en algunas partes del territorio americano.
Marc Faber adquirió su reputación como inversor en mercados desatendidos o infravalorados, y con el paso del tiempo, se convirtió en un invitado regular de varios foros empresarios y de programas de televisión.

## Marc Faber Ltd.
La empresa fundada por Faber y llamada Marc Faber Limited, actúa en el área de consultoría financiera, focalizando su actividad en inversiones de valores con altos beneficios, mayoritariamente basando sus decisiones en la filosofía de contrarian investing, o sea, inversiones que van a contracorriente de la tendencia. Adicionalmente, Faber invierte él mismo y hace gala de gestionar importantes carteras de valores para algunos clientes privados con grandes fortunas.
Por otra parte, Marc Faber con regularidad expresa sus opiniones en relación con las inversiones, así como sus puntos de vista anticonformistas y su filosofía de las inversiones alternativas, todo lo que con cierta avidez es recogido y difundido por la prensa especializada.
Recientemente, este pensador resumió su visión sobre la economía mundial en los siguientes términos: « Comprad una obligación a 100 dólares, y encuadrarla, a efectos de explicar la inflación a vuestros hijos, señalando como es que el poder adquisitivo de la misma tiende a cero a veinte años vista.»
Marc Faber es muy crítico respecto de la solidez de las inversiones en bonos del tesoro americano, así como en lo que se conoce en general como deuda soberana estadounidense. Y a principios del año 2011, incluso llegó a afirmar que tener créditos en estos papeles es una «inversión suicida».
Ciertos analistas financieros estiman que Marc Faber pone un exagerado énfasis en la tendencia, aunque se equivoca en la escala temporal.

## Filantropía
Marc Faber financia varios proyectos filantrópicos dedicados a la educación de niños en Tailandia, gracias a los beneficios generados por los abonos a su Newsletter.